# 메르스락스시

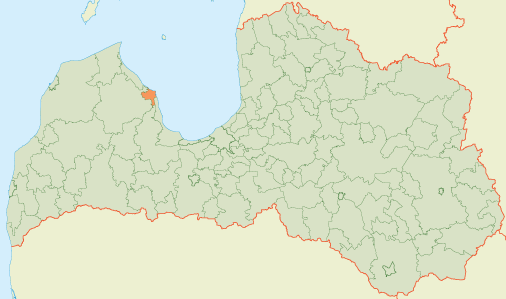
메르스락스 시의 위치

메르스락스시(라트비아어: Mērsraga novads)는 라트비아의 지방 자오치체로 행정 중심지는 메르스락스이며 면적은 109km2, 인구는 1,832명(2011년 기준), 인구 밀도는 16.8명/km2이다.

## 같이 보기
- 라트비아의 행정 구역